# Leptocera zernyi
Leptocera zernyi är en tvåvingeart som först beskrevs av Oswald Duda 1924.  Leptocera zernyi ingår i släktet Leptocera och familjen hoppflugor. Inga underarter finns listade i Catalogue of Life.